# Мауріціо Гуччі
Мауріціо Ґуччі (італ. Mauricio Gucci; 26 вересня 1948 — 27 березня 1995) — італійський бізнесмен, колишній керівник будинку моди Gucci. Він був сином Родольфо Ґуччі та онуком Гуччо Ґуччі.

## Біографія
Мауріціо Гуччі народився 26 вересня 1948 року. В Флоренції в сім'ї Родольфо Ґуччі та Сандри Равель.
У травні 1983 року Родольфо Ґуччі помер у Мілані. Його син Мауріціо Ґуччі успадкував мажоритарну частку свого батька в компанії та розпочав юридичну війну проти свого дядька Альдо Ґуччі за повний контроль над Ґуччі (обвинувачення велися під керівництвом міського прокурора Рудольфа Джуліані та Доменіко де Соле, який представляв сім'ю Ґуччі).
У 1988 році Мауріціо Ґуччі продав майже 47,8 % Gucci інвестиційному фонду, що базується в Бахрейні, Investcorp (власник Tiffany з 1984 року), а інші 50 % утримав. З 1991 по 1993 рік фінанси Ґуччі були в мінусі. Мауріціо Ґуччі звинувачували в тому, що він витратив великі суми грошей на штаб-квартири компанії у Флоренції (Палаццо Via delle Caldaie) та в Мілані.
У 1993 році Мауріціо Ґуччі продав свої акції в Gucci за 170 мільйонів доларів інвестиційній групі, що базується в Бахрейні, Investcorp. У 1995 році, через півтора року після продажу Gucci, його застрелив найнятий кілер. Його колишню дружину Патріцію Реджані засудили за організацію вбивства у 1998 році.
У листопаді 2019 року було анонсовано початок зйомок фільму «Гуччі», сюжет якого заснований на історії шлюбу Реджані і вбивства Мауріціо. Фільм вийшов у 2021. Режисером картини був заявлений Рідлі Скотт, а роль Патриції Реджані виконала Леді Гага.